# Diplazium squamigerum
Diplazium squamigerum är en majbräkenväxtart som först beskrevs av Georg Heinrich Mettenius och som fick sitt nu gällande namn av Hermann Christ.
Diplazium squamigerum ingår i släktet Diplazium och familjen Athyriaceae. Inga underarter finns listade i Catalogue of Life.